# William Fitz Nigel
William Fitz Nigel (c. 1058-1134) fue un noble caballero anglonormando, conde de Lincoln. Segundo barón de Halton, una de las ocho antiguas baronías de Hugo Lupus. Condestable de Chester. Su padre fue Néel de Cotentin, y ambos eran vasallos de Hugo de Avranches. Se mantuvo en el cargo hasta el reinado de Esteban I de Inglaterra. Además de sus tierras en Halton, sus propiedades incluían otras de Cheshire y también en Normandía. Es el primer referente de la familia De Lacy. En 1115, fundó un priorato de la Orden Agustina en Runcorn. A su muerte, fue enterrado en Chester.

## Herencia
Se casó en primeras nupcias con Agnès de Widnes (c. 1072-1112), hija de Yarfrid de Widness (c. 1040 - 1134). Fruto de esa relación nacieron tres hijos:
- Agnes FitzWilliam (c. 1084-1166), esposa de Eustace fitz John, señor de Alnwick, condestable de Cheshire;
- William FitzNeel (c. 1105-?), barón de Halton, condestable de Chester. Murió sin descendencia;
- Maud [Matilda] FitzWilliam, (m. 1166). Esposa de Albert Grelley, barón de Manchester (c. 1085-1170).

Casó en segundas nupcias con Adeliza de Gant, hija de Gilbert de Gant. Fruto de esa relación nació una hija:
- Leucha FitzNeel de Halton (c. 1130-1177). Esposa de Robert FitzRalph de Montalt (c. 1125-1162), nieto de Eustace de Montaut.